# Catástrofe de Nedelin

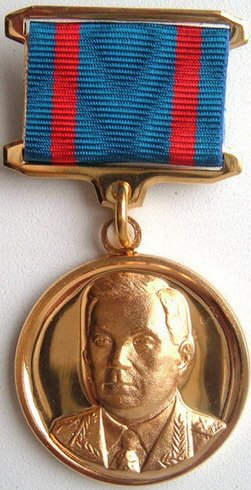
Medalha em homenagem a
Mitrofan Nedelin.

A Catástrofe de Nedelin, foi um acidente na plataforma de lançamento, ocorrido em 24 de Outubro de 1960, no campo de testes do Cosmódromo de Baikonur, durante o desenvolvimento do ICBM R-16.
Quando um protótipo do míssil estava sendo preparado para um teste em voo, uma explosão ocorreu quando um dos motores entrou em funcionamento de forma intempestiva, matando 72 pessoas (militares e técnicos) envolvidas nos preparativos, entre eles o marechal Mitrofan Nedelin, líder do programa de desenvolvimento do míssil R-16, daí o nome atribuído ao acidente.

## Preparativos do lançamento
Em 23 de outubro de 1960, o ICBM R-16 estava preparado na plataforma de lançamento 41 do Cosmódromo de Baikonur (em russo:  стартовая позиция 41), aguardando os testes finais antes do lançamento. O míssil tinha mais de 30 m de comprimento e pesava 141 toneladas pronto para o voo. O foguete era abastecido com o "veneno do diabo", um apelido para o par hipergólico extremamente perigoso de UDMH como combustível e uma solução saturada de tetróxido de nitrogênio e ácido nítrico como oxidante, que era utilizado devido ao fato de ser possível armazená-los à temperatura ambiente apesar de extremamente corrosivos e tóxicos. Esses riscos eram levados em conta nos requisitos de segurança do procedimento de lançamento, mas a insistência de Nedelin em efetuar o lançamento antes de 7 de novembro (aniversário da revolução bolchevique) resultou em uma grande pressão no cronograma, fazendo com que vários procedimentos de segurança fossem ignorados para economizar tempo.

## O acidente

Registro da Catástrofe de Nedelin,
logo após a explosão.

Um curto circuito no sequenciador principal (que já havia sido substituído), fez com que os motores do segundo estágio fossem acionados de forma intempestiva durante os testes que antecediam o lançamento. Isso detonou os tanques de combustível do primeiro estágio logo abaixo, destruindo o míssil numa enorme explosão. O operador de câmera, antes de tentar escapar, acionou remotamente as câmeras ao redor da torre de lançamento, que filmaram todos os detalhes da explosão e suas consequências. As pessoas mais próximas foram incineradas instantaneamente; as mais afastadas foram queimadas até a morte ou envenenadas pelos vapores tóxicos dos componentes do combustível. Andrei Sakharov descreveu muitos detalhes: assim que os motores foram acionados, muitas pessoas ainda conseguiram correr, mas ficaram presas dentro das cercas de segurança e foram envolvidas pela bola de fogo do combustível que queimava continuamente. A explosão incinerou Nedelin, um dos maiores projetistas de sistemas de controle de mísseis da União Soviética, e mais setenta e um outros oficiais e engenheiros. O projetista de mísseis Mikhail Yangel e o oficial de comando do campo de testes só sobreviveram porque eles saíram para fumar atrás de uma casamata algumas centenas de metros distante.

## As consequências

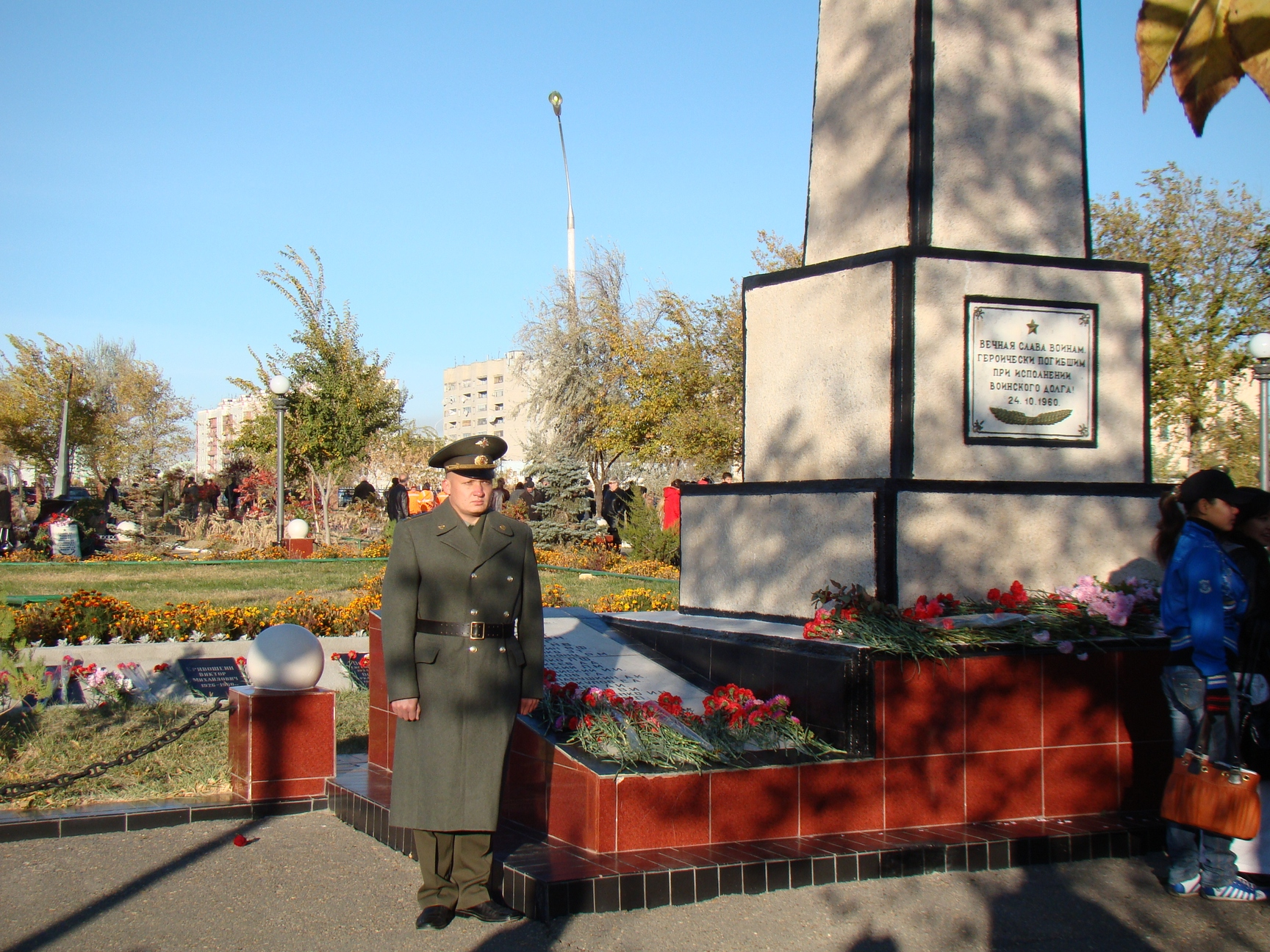
Uma guarda de honra no memorial aos mortos durante o teste do R-16 em 24 de outubro de 1960, na cidade de Baikonur.

Um completo silêncio sobre os eventos de 24 de outubro foi ordenado por Nikita Khrushchev. Um comunicado foi emitido, atribuindo a morte de Nedelin à queda de um avião, e as famílias das demais vítimas foram instruídas a dizer que seus entes queridos morreram da mesma causa. Khrushchev também ordenou que Leonid Brezhnev liderasse uma comissão de investigação e se dirigisse ao local. Entre outras coisas, a comissão descobriu que muito mais pessoas estavam presentes na plataforma de lançamento do que as que deviam realmente estar lá; boa parte delas deveriam estar em segurança em casamatas afastadas.
De acordo com Sergei Khrushchev, Brezhnev insistiu que a comissão não punisse ninguém, explicando que "A culpa já havia sido punida".
Mais tarde, Yangel foi questionado por Nikita Khrushchev: "Mas por que você sobreviveu?". Yangel respondeu com uma voz trêmula: "Eu saí de lá para fumar um cigarro. Foi tudo culpa minha". Mais tarde ele sofreu um ataque do coração e ficou fora de serviço durante meses.
Depois que o comitê apresentou seu relatório, o programa do R-16 foi retomado em janeiro de 1961, com o primeiro voo bem sucedido em novembro. O atraso no R-16 levou a URSS a desenvolver ICBMs mais eficazes e fez com que Khrushchev decidisse instalar IRBMs em Cuba. Antes do desastre, Yangel tinha ambições de se confrontar com Sergei Korolev como líder do programa espacial tripulado, mas ele acabou recebendo a incumbência de desenvolver o R-16.
Um memorial às vítimas desse desastre foi erguido na primeira metade da década de 1960 no Parque de Baikonur e ainda é visitado pelos oficiais da RKA antes de cada lançamento tripulado.

## Reconhecimento oficial
Foi divulgado pela imprensa soviética que Nedelin havia morrido "numa queda de avião durante uma missão não divulgada". A agência de notícias italiana Continentale noticiou em 8 de dezembro, de fontes não reveladas, que o Marechal Nedelin e cem outras pessoas foram mortas devido a explosão de um foguete. O The Guardian noticiou em 16 de outubro de 1965, que o espião capturado Oleg Penkovsky havia confirmado detalhes do acidente com o míssil, e o cientista exilado Zhores Medvedev revelou mais detalhes em 1976 na revista semanal britânica New Scientist. No entanto, não foi antes de 6 de abril de 1989, que a União Soviética reconheceu os eventos, com um relatório aparecendo na revista de notícias semanal Ogoniok.